# Ossaea turquinensis
Ossaea turquinensis är en tvåhjärtbladig växtart som beskrevs av Ignatz Urban. Ossaea turquinensis ingår i släktet Ossaea och familjen Melastomataceae. Inga underarter finns listade i Catalogue of Life.